# Michael Johns
Michael John Lee (Perth, Australia, 20 de octubre de 1978 - Los Ángeles, California, 1 de agosto de 2014) fue un cantante y compositor australiano, conocido por su participación en la séptima temporada de American Idol, en la cual terminó en octavo lugar.
La cadena Fox calificó a Johns como “un talento increíble” y una parte de la familia del programa que se extrañará.

## Biografía

### Primeros años
Nació en Perth, Australia Occidental. Hijo de Janet Burke y William Lee. Cuando era adolescente, Michael John Lee apareció como The Coachman en Pinocho en el Teatro Regal y fue cantante de coro en Anything Goes en el teatro His Majesty’s.
Asistió al Colegio Newman en Perth. En 1997, cuando tenía dieciocho años, se trasladó a los Estados Unidos con una beca de tenis y se especializó en teatro en el Abraham Baldwin Agricultural College en Tifton antes de abandonar después de dos trimestres. También jugó brevemente al fútbol australiano para el USAFL club de Atlanta en 2001-2002. 
El cantante fue hallado muerto el 1 de agosto de 2014, a causa de una embolia derivada de una trombosis en el tobillo.

### Vida personal
Estuvo casado con Stacey Vuduris desde 2007, a quien conoció en el Standard Hotel en West Hollywood en 2003.

## American Idol
Hizo audición para la séptima temporada de American Idol en el Qualcomm Stadium de San Diego en julio de 2007. Terminó la competencia en octavo lugar.

## Discografía
- Michael Johns
- Another Christmas
- Don't Look Down. The Height of Competition
- Hold Back My Heart
- Love & Sex